# Комсомольский (Чукотский автономный округ)
Комсомо́льский — бывший посёлок городского типа в Чаунском районе Чукотского автономного округа России.
В 1998 году посёлок был официально ликвидирован. Несмотря на это, в посёлке до сих пор действуют два золотодобывающих предприятия: «Чукотка» и «Квазар».
Данные о посёлке по умолчанию указаны по состоянию на 1991 год.

## Расположение и структура посёлка
Поселок можно разделить условно на две части, между которыми протекает река Каатырь. Одна часть расположена у подножья сопки и зовется в народе «Заречка», другая «Верх» на возвышенности. На «Заречке» кроме предприятий находится множество частных одноэтажных домов. В верхней части посёлка, кроме предприятий, также есть множество жилых строений, но в основном это муниципальные жилища в виде двухэтажных квартирных домов. Построена одна пятиэтажка.
Из-за влияния вечной мерзлоты теплотрассы располагались над землёй и были укрыты в короба, которые были построены по всей верхней части посёлка. Они выполняли также функцию своеобразного тротуара для пешеходов, так как зимой вокруг домов наметало глубокие сугробы. На «Заречке» теплотрасс нет, а дома отапливались печками и/или электрическим отоплением.
В нескольких километрах от посёлка, на сопке располагается заброшенный аэродром. Раньше там приземлялись самолёты малой авиации и вертолёты. Впоследствии самолёты перестали летать в посёлок, а вертолёты стали приземляться в самом посёлке. Примерно в пятистах метрах от верхней части посёлка, по дороге на аэродром, располагается кладбище.
На сопке, на склоне которой расположена верхняя часть посёлка, имеется футбольное поле, которым перестали пользоваться после строительства футбольного поля возле спорткомплекса.

## История
Посёлок был основан примерно в 1957 году как участок «Средний Ичувеем» прииска Красноармейский, первыми жителями посёлка были ссыльные без права выезда, а также молодые люди, которые были отправлены по Комсомольской путёвке осваивать чукотские просторы. 26 июня 1959 года здесь был организован прииск Комсомольский.
Статус посёлка городского типа — с 1959 года.

## Население
| 1959 | 1970  | 1979  | 1989  | 2002 | 2007 | 2010 |
| ---- | ----- | ----- | ----- | ---- | ---- | ---- |
| 470  | ↗1642 | ↗2166 | ↗3794 | ↘597 | ↘416 | ↘0   |
| 2015 |       |       |       |      |      |      |
| →0   |       |       |       |      |      |      |

## Экономика
Горно-обогатительный комбинат (ГОК), артели старателей «Чукотка» и «Комсомольская», угольная котельная. В километре от посёлка расположена сельскохозяйственная база, где разводился крупный рогатый скот и производилось молоко.
Электроэнергией посёлок снабжала Билибинская АЭС.

## Социальные объекты
Две общеобразовательных школы, музыкальная школа, спорткомплекс, два детских сада, клуб с кинотеатром, поликлиника, больница, аптека, гостиница, баня, пекарня, столовая, дом быта, прачечная, парикмахерская, почта и телеграф, местный аэропорт. Магазины: продовольственный, овощной, хозяйственный, промтовары, книжный, магазин уценённых товаров. Пункт приема стеклотары.

## Интересные факты
- В 1985 году на горных выработках в окрестностях посёлка был найден железо-каменный метеорит, названный впоследствии Чаунским.